# 全国ボランティアコーディネーター研究集会
全国ボランティアコーディネーター研究集会（ぜんこくボランティアコーディネーターけんきゅうしゅうかい、Japan Volunteer Coordinators Conference〈JVCC〉）とは、主にボランティアコーディネーションに携わる人々が集い、ボランティアコーディネートについて研鑽する集会。

## 概要
ボランティアコーディネーターが業務を行う上での知識と技術を高めることを目的としている。
主催は特定非営利活動法人（NPO法人）日本ボランティアコーディネーター協会。毎年開催場所は異なり、開催地のボランティアコーディネーターを中心に実行委員会で企画運営・実施している。
実行委員会の構成は社会福祉協議会や市民活動センター、大学・病院・NPOなどのボランティアコーディネーターや大学研究者など。

## 特徴
毎年2月下旬か3月上旬に開催しており、開催期間は2日間。毎年、開催都道府県が異なる。
ボランティアコーディネーターの実情に沿った問題提起を「オープニング全体会」で行い、それを皮切りに2つの「分科会」を実施、2日間の開催期間中のまとめを「クロージング全体会」で行う。2日間で約20のボランティアコーディネーションに関する分科会が開催される。形式は「参加型」や「講義型」などワークショップも含む。参加者は自分の興味のあるテーマに沿った「分科会」を選び、参加することができる。
活動分野や立場を越えた市民参加を支える専門家（ボランティアコーディネーター）同士の活発な交流・意見交換の場として、知識や技術をよりいっそう磨く機会に活用されている。

## 開催実績（開催年・開催地・テーマ）
- 1994年大阪 「コーディネーターって何だ　～ボランティア流行時代におけるボランティアの真価～」
- 1996年東京 「多様性を認めあうコーディネートをめざして」
- 1997年神戸 「今、問われる専門性　～被災地からの発信～」
- 1998年山梨 「市民社会の創造とボランティアコーディネート　～今こそ、多様性を結ぶとき～」
- 1999年大阪 「こりゃたいへんだ!うかうかしてはいられない　～変革期に問われるボランティアコーディネーターの創造性～」
- 2000年東京 「研ぎ澄まそう、時代を見極める能力（ちから）　～地域、市民とともに新しい扉をひらこう～」
- 2001年大阪 「コーディネーターが拓く21世紀の扉　～市民の社会参加を支えるプロをめざして」
- 2002年東京 「市民が主体となって創る、社会の新しいかたちへ　～一人ひとりの可能性を高めるコーディネーション～」
- 2003年仙台 「杜の都物語　～市民参加を支えるコーディネーションの可能性」
- 2004年京都 「興しやす　コーディネーターの底力　～私たちの真価が問われる市民参加の質～」
- 2005年東京 「伝えていこう!コーディネーターの追求する価値と果たすべき役割」
- 2006年大阪 「ぼーっとしてたら　流されまっせ　～変革期に問われるボランティアコーディネーターの専門性～」
- 2007年横浜 「さあ帆をはろう!　コーディネーションの新たな海路を拓く」
- 2008年京都 「めざせ!ほんまもん　～社会を変えるボランティアコーディネーション力～」
- 2009年横浜 「～TSUNAGU～超えるコーディネーションで社会を変える」
- 2010年福岡 「～めんたい!コーディネーション～　つむごう、よか社会の絆」
- 2011年京都 「京(きょう)から未来（あした）の市民社会を創る　～10（てん）換期、多様化する社会を貫く軸～」
- 2012年東京 「つなげよう　参加の力～“チカラになりたい”想いを生かすコーディネーション」
- 2013年愛知 「ど真ん中で待っとるでよ～!　～ちがいを強みに変えるコーディネーション力!～」
- 2014年栃木 「見なキャッ、聴かなキャッ、言わなキャッ!　～新たなる希望を生み出すボランティアの力（チカラ）」